# Biathlon na Zimowych Światowych Wojskowych Igrzyskach Sportowych 2017 – sprint indywidualnie mężczyzn

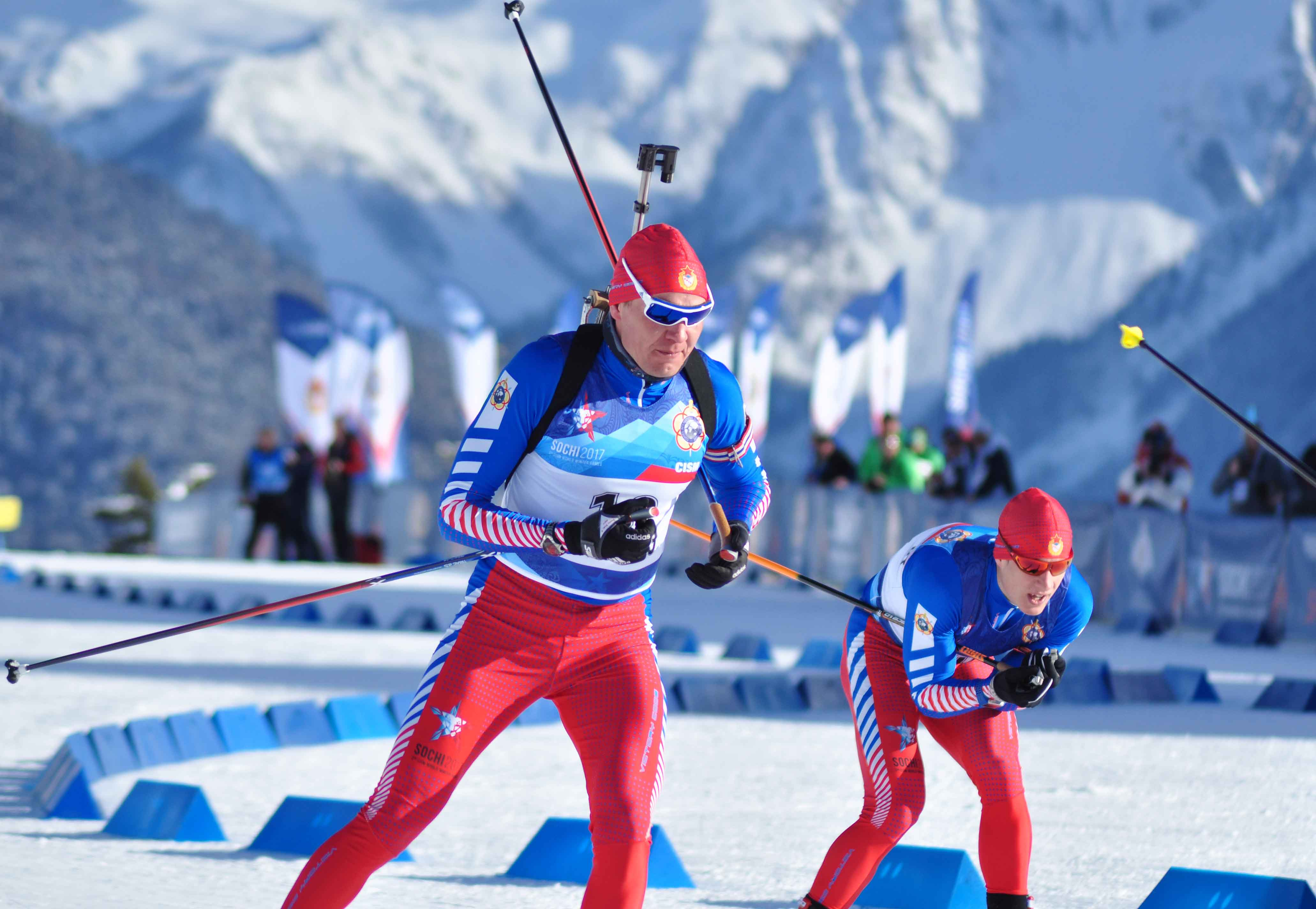
Soczi 2017 Trasa biathlonowa

Sprint drużynowo mężczyzn na 3. Zimowych Światowych Wojskowych Igrzyskach Sportowych – jedna z zimowych konkurencji sportowych rozgrywanych podczas zimowych igrzysk wojskowych na terenie kompleksu narciarsko-biathlonowego „Łaura” w Soczi w dniu 24 lutego 2017.

## Terminarz
| Data                | Godzina (UTC+03:00) | Wydarzenie |
| ------------------- | ------------------- | ---------- |
| 24 lutego 2017(dts) | 13:30               | Finał      |

## Medaliści
| Złoto                     | Srebro                      | Brąz                       |
| Drużyna/Zawodnik          | Drużyna/Zawodnik            | Drużyna/Zawodnik           |
|                           |                             |                            |
| Rosja · Maksim Cwietkow · | Bułgaria · Władimir Iliew · | Bułgaria · Krasimir Anew · |